# 李氏 (孝昌县君)
李氏（?—?），唐朝陇西郡成纪县（今甘肃省天水市秦安县）人，原武县尉卢甫之妻。
李氏之父李澜，永泰元年（765年）春担任蕲县县令。蕲县界内有草贼二千余人。李澜挺身与他们谈判，以诚信相结，草贼全部都降附，复业百姓有二百余家。当时曹升担任徐州刺史，知草贼归降，领兵偷袭。草贼逃脱后，怀疑李澜出卖自己，入蕲县杀李澜。李澜将要被杀，从父弟李渤，请取代兄长而死。李澜又请留下弟弟，兄弟争死。李澜之女，又哭着请代父而死。三人全被草贼所害，宣慰使、吏部侍郎李季卿以节义上奏。唐代宗赠封为孝昌县君。